# Мифы древности
«Ми́фы дре́вности» — восьмой студийный альбом российской хеви-метал группы «Легион», который вышел на лейбле CD-Maximum 8 апреля 2007 года.
Альбом целиком посвящён мифам и легендам древней Эллады.

## Список композиций
| №   | Название                        | Длительность |
| --- | ------------------------------- | ------------ |
| 1.  | «Моя звезда»                    | 6:55         |
| 2.  | «Страна души»                   | 3:59         |
| 3.  | «Сон, в котором не было солнца» | 4:41         |
| 4.  | «Время славы!»                  | 4:35         |
| 5.  | «Не могу быть собой»            | 5:03         |
| 6.  | «Икар - сын Дедала»             | 5:35         |
| 7.  | «Новый свет»                    | 4:36         |
| 8.  | «Одиссей (Итака навсегда)»      | 6:39         |
| 9.  | «Месть Посейдона»               | 5:27         |
| 10. | «Сердце кентавра»               | 8:28         |

## Участники записи
- Алексей Булгаков - вокал
- Владимир Лицов — гитара
- Станислав Козлов - бас-гитара
- Сергей Еранов - ударные
- Александр Орлов — клавишные